# Black Magic (videogioco 1989)
Black Magic è un videogioco a piattaforme pubblicato nel 1989 per Amiga dalla Procovision, etichetta dell'azienda tedesca EAS Software.

## Modalità di gioco
Si controlla un mago che raccoglie diamanti su piattaforme collegate da scale e sotterranei.
Vanno affrontati numerosi mostri e il tempo è limitato. Si possono trovare alcuni oggetti utili, come pale per scavare i sotterranei ostruiti, pozione magica, e diversi tipi di attacco. Il mago può trasportare fino a quattro diamanti per volta, per cui deve regolarmente andare a scaricarli negli appositi cesti. Oltre che ottenendo le armi, i nemici si possono eliminare facendogli cadere sopra una mela, in stile Boulder Dash.